# Eero Hyvärinen (Turner)
Eero Juho Hyvärinen (* 27. April 1890 in Kontiolahti; † 27. Mai 1973 in Lahti) war ein finnischer Gerätturner.
Er nahm an den Olympischen Sommerspielen 1912 in Stockholm teil und gewann mit dem finnischen Team die Silbermedaille im Freien Turnen. Sein Bruder Mikko Hyvärinen war ebenfalls im Team.